# Keith Jardine
Pour les articles homonymes, voir Jardine.
Keith Hector Jardine, né le 31 octobre 1975, est un pratiquant professionnel de MMA et acteur américain. Plus connu pour son parcours dans la division poids mi-lourds à l'Ultimate Fighting Championship entre 2006 et 2010, il a aussi évolué au sein du Strikeforce chez les poids moyens.
Il est ceinture noire de gaidojutsu.

## Biographie
Keith Jardine s'entraîne actuellement à Albuquerque au Nouveau-Mexique.

## Palmarès en MMA
| 30 combats     | 17 victoires | 11 défaites |
| Par KO         | 8            | 6           |
| Par soumission | 2            | 0           |
| Sur décision   | 7            | 5           |
| Égalités       | 2            | 2           |

| Résultat | Record  | Adversaire         | Méthode                        | Événement                             | Date              | Round | Temps | Lieu                                      | Notes                                     |
| -------- | ------- | ------------------ | ------------------------------ | ------------------------------------- | ----------------- | ----- | ----- | ----------------------------------------- | ----------------------------------------- |
| Défaite  | 17-11-2 | Roger Gracie       | Décision unanime               | Strikeforce: Rockhold vs. Kennedy     | 14 juillet 2012   | 3     | 5:00  | Portland, Oregon, États-Unis              |                                           |
| Défaite  | 17-10-2 | Luke Rockhold      | TKO (coups de poing)           | Strikeforce: Rockhold vs. Jardine     | 7 janvier 2012    | 1     | 4:26  | Las Vegas, Nevada, États-Unis             | Pour le titre poids moyens du Strikeforce |
| Égalité  | 17-9-2  | Gegard Mousasi     | Égalité (majorité)             | Strikeforce: Diaz vs. Daley           | 9 avril 2011      | 3     | 5:00  | San Diego (Californie)                    |                                           |
| Victoire | 17-9-1  | Aron Lofton        | TKO (coups de poing)           | Fresquez Productions: Double Threat   | 4 mars 2011       | 1     | 3:30  | Albuquerque (Nouveau-Mexique)             |                                           |
| Victoire | 16-9-1  | Francisco France   | Décision unanime               | Nemesis Fighting: MMA Global Invasion | 10 décembre 2010  | 3     | 5:00  | Punta Cana (République dominicaine)       |                                           |
| Défaite  | 15-9-1  | Trevor Prangley    | Décision partagée              | Shark Fights 13: Jardine vs. Prangley | 11 septembre 2010 | 3     | 5:00  | Amarillo, Texas, États-Unis               |                                           |
| Défaite  | 15-8-1  | Matt Hamill        | Décision (majorité)            | The Ultimate Fighter 11 Finale        | 19 juin 2010      | 3     | 5:00  | Las Vegas (États-Unis)                    |                                           |
| Défaite  | 15–7–1  | Ryan Bader         | KO (coup de poing)             | UFC 110: Nogueira vs. Velasquez       | 21 février 2010   | 3     | 2:10  | Sydney (Australie)                        |                                           |
| Défaite  | 15–6–1  | Thiago Silva       | KO (coups de poing)            | UFC 102: Couture vs. Nogueira         | 29 août 2009      | 1     | 1:35  | Portland (États-Unis)                     |                                           |
| Défaite  | 15–5–1  | Quinton Jackson    | Décision unanime               | UFC 96: Jackson vs. Jardine           | 7 mars 2009       | 3     | 5:00  | Columbus (États-Unis)                     | Combat de la soirée                       |
| Victoire | 15–4–1  | Brandon Vera       | Décision partagée              | UFC 89: Bisping vs Leben              | 18 octobre 2008   | 3     | 5:00  | Birmingham (Angleterre)                   |                                           |
| Défaite  | 14–4–1  | Wanderlei Silva    | KO (coups de poing)            | UFC 84: Ill Will                      | 24 mai 2008       | 1     | 0:36  | Las Vegas (États-Unis)                    |                                           |
| Victoire | 14–3–1  | Chuck Liddell      | Décision partagée              | UFC 76: Knockout                      | 22 septembre 2007 | 3     | 5:00  | Anaheim (États-Unis)                      |                                           |
| Défaite  | 13–3–1  | Houston Alexander  | KO (coups de poing)            | UFC 71: Liddell vs. Jackson           | 26 mai 2007       | 1     | 0:48  | Las Vegas (États-Unis)                    |                                           |
| Victoire | 13–2–1  | Forrest Griffin    | TKO (coups de poing)           | UFC 66: Liddell vs Ortiz II           | 30 décembre 2006  | 1     | 4:41  | Las Vegas (États-Unis)                    |                                           |
| Victoire | 12–2–1  | Wilson Gouveia     | Décision unanime               | The Ultimate Fighter 3 Finale         | 24 juin 2006      | 3     | 5:00  | Las Vegas (États-Unis)                    |                                           |
| Défaite  | 11–2–1  | Stephan Bonnar     | Décision unanime               | UFC Ultimate Fight Night 4            | 6 avril 2006      | 3     | 5:00  | Las Vegas (États-Unis)                    |                                           |
| Victoire | 11–1–1  | Mike Whitehead     | Décision unanime               | UFC 57: Liddell vs Couture 3          | 4 février 2006    | 3     | 5:00  | Las Vegas (États-Unis)                    |                                           |
| Victoire | 10–1–1  | Kerry Schall       | TKO (coups de pied aux jambes) | The Ultimate Fighter 2 Finale         | 5 novembre 2005   | 2     | 3:28  | Las Vegas (États-Unis)                    |                                           |
| Victoire | 9–1–1   | Arman Gambaryan    | Soumission (clé de bras)       | M-1 MFC – Heavyweight GP              | 4 décembre 2004   | 1     | 2:37  | Moscou (Russie)                           |                                           |
| Victoire | 8–1–1   | Tom Elrite         | KO (coups de poing)            | IE – Independent Event                | 13 novembre 2004  | 1     | 2:50  | Nouveau-Mexique (États-Unis)              |                                           |
| Victoire | 7–1-1   | Brian Bair         | TKO (coups de poing)           | Venom – First Strike                  | 18 septembre 2004 | 1     | 2:02  | Huntington Beach, Californie (États-Unis) |                                           |
| Égalité  | 6–1–1   | Keiichiro Yamamiya | Égalité                        | Pancrase – Hybrid 8                   | 4 octobre 2003    | 2     | 5:00  | Osaka (Japon)                             |                                           |
| Victoire | 6–1     | George Allen       | Décision unanime               | KOTC 24 – Mayhem                      | 14 juin 2003      | 2     | 5:00  | Nouveau-Mexique (États-Unis)              |                                           |
| Victoire | 5–1     | Allan Sullivan     | TKO (coups de poing)           | KOTC 21 – Invasion                    | 21 février 2003   | 2     | 1:56  | Nouveau-Mexique (États-Unis)              |                                           |
| Victoire | 4–1     | Bryan Pardoe       | KO (coup de poing)             | KOTC 20 – Crossroads                  | 15 décembre 2002  | 1     | 1:09  | Nouveau-Mexique, États-Unis               |                                           |
| Victoire | 3–1     | Philip Preece      | Décision unanime               | KOTC 14 – Nouveau-Mexique             | 19 juin 2002      | 2     | 5:00  | Nouveau-Mexique (États-Unis)              |                                           |
| Défaite  | 2–1     | Travis Wiuff       | KO (coup de poing)             | Extreme Challenge 46                  | 16 février 2002   | 1     | 0:06  | Iowa (États-Unis)                         |                                           |
| Victoire | 2–0     | Abe Andujo         | KO (coup de poing)             | Rage in the Cage 31                   | 7 novembre 2001   | 1     | 1:20  | Arizona (États-Unis)                      |                                           |
| Victoire | 1–0     | Amir Rahnavardi    | Soumission(clé de bras)        | GC 5 – Rumble in the Rockies          | 19 août 2001      | 1     | 1:20  | Colorado (États-Unis)                     |                                           |

## Filmographie
- 2010 : Unrivaled (en) : Alonzo Scott
- 2010 : Breaking Bad (série télévisée) : saison 3, épisode 3, gros dur dans le combat de bar
- 2011 : Tactical Force : Tagliaferro
- 2011 : Recoil : Crab
- 2013 : Hawaii 5-0 (série télévisée) : saison 3, épisode 16, Ramsey Pollack, organisateur de combats clandestins
- 2014 : John Wick : Kuzma
- 2014 : Inherent Vice : Pick
- 2014 : Stretch de Joe Carnahan : le portier
- 2016 : War on Everyone : Barry Webb
- 2017 : Shot Caller de Ric Roman Waugh : Ripper
- 2017 : Godless (mini-série)
- 2019 : The Kid de Vincent D'Onofrio : Pete
- 2021 : Copshop de Joe Carnahan : Faulkner
- 2025 : Eddington d'Ari Aster : l'homme musclé dans le jet